# Новоіванівська сільська рада (Нікопольський район)
| Новоіванівська сільська рада — колишній орган місцевого самоврядування у Нікопольському районі Дніпропетровської області з адміністративним центром у с. Новоіванівка. Сільській раді підпорядковані населені пункти: - с. Новоіванівка - с. Високе - с. Новоселівка |

## Склад ради
Рада складається з 16 депутатів та голови.

## Керівний склад сільської ради
| ПІБ                             | Основні відомості                                                         | Дата обрання | Дата звільнення |
| ------------------------------- | ------------------------------------------------------------------------- | ------------ | --------------- |
| Веселовська Лілія Олександрівна | Сільський голова, 1968 року народження, освіта, член народної партії      | 26.03.2006   | 31.10.2010      |
| Іщенко Ігор Олександрович       | Сільський голова, 1955 року народження, освіта вища, член Партії регіонів | 31.10.2010   |                 |

Примітка: таблиця складена за даними джерела